# Centrovias
Centrovias est une entreprise privée concessionnaire des routes du gouvernement de l'État de São Paulo.  Elle administre depuis le 19 juin 1998 une trame de 219 km, dans les environs des municipalités de  Cordeirópolis, Rio Claro, São Carlos, Itirapina, Brotas, Jaú et Bauru. L'entreprise fait partie du groupe Obrascon Huarte Lain S/A (Espagne). 
Elle administre les tronçons suivants :
- SP-225 de Itirapina à Jaú, du km 91,430 au km 177,400 : total de 85,970 km ;
- SP-225 de Jaú à Bauru, du km 177,440 au km 235,040 : total de 57,640 km ;
- SP-310 Rodovia Washington Luís, de Cordeirópolis à São Carlos, du km 153,400 au km 227,800 : total de 74,550 km.